# Radium Springs
Radium Springs és una concentració de població designada pel cens dels Estats Units a l'estat de Nou Mèxic. Segons el cens del 2000 tenia 1.518 habitants.

## Demografia
Segons el cens del 2000, Radium Springs tenia 1.518 habitants, 544 habitatges, i 417 famílies. La densitat de població era de 97 habitants per km².
Dels 544 habitatges en un 39,7% hi vivien nens de menys de 18 anys, en un 59,2% hi vivien parelles casades, en un 11,8% dones solteres, i en un 23,3% no eren unitats familiars. En el 20% dels habitatges hi vivien persones soles el 6,1% de les quals corresponia a persones de 65 anys o més que vivien soles. El nombre mitjà de persones vivint en cada habitatge era de 2,79 i el nombre mitjà de persones que vivien en cada família era de 3,19.
Per edats la població es repartia de la següent manera: un 29,6% tenia menys de 18 anys, un 7,6% entre 18 i 24, un 29,4% entre 25 i 44, un 22,5% de 45 a 60 i un 10,9% 65 anys o més.
L'edat mediana era de 35 anys. Per cada 100 dones de 18 o més anys hi havia 97,2 homes.
La renda mediana per habitatge era de 33.167 $ i la renda mediana per família de 34.083 $. Els homes tenien una renda mediana de 34.196 $ mentre que les dones 22.813 $. La renda per capita de la població era de 14.660 $. Aproximadament el 7,5% de les famílies i l'11% de la població estaven per davall del llindar de pobresa.

## Poblacions més properes
El següent diagrama mostra les poblacions més properes.